# Pilsoniskā savienība
Pilsoniskā savienība (PS, Bürgerunion) war eine konservative politische Partei aus Lettland. Sie wurde 2008 gegründet, mehrheitlich von ehemaligen Mitgliedern der nationalkonservativen TB/LNNK und der liberalkonservativen Jaunais Laiks. Am 6. August 2011 ging die Partei in der Neugründung Vienotība auf.

## Geschichte
Die PS war seit Anfang 2009 Teil der lettischen Regierungskoalition unter Valdis Dombrovskis (JL) und stellte den Verteidigungsminister Imants Viesturs Lieģis. Parteichefin war Sandra Kalniete, ehemalige lettische Außenministerin und Mitglied der Europäischen Kommission. 
Bei der Europawahl in Lettland 2009, bei der die PS erstmals antrat, gewann sie über 24 % der Stimmen und war damit Wahlsieger. Sie gewann zwei Sitze im Europäischen Parlament, die sich der Fraktion der Europäischen Volkspartei (Christdemokraten) anschlossen. Die PS selbst war seit 2010 Vollmitglied der Europäischen Volkspartei (EVP).
An der Wahl zur Saeima am 2. Oktober 2010 nahm die Bürgerunion im Rahmen der Wahlallianz Vienotība (Einheit) gemeinsam mit Jaunais Laiks und einer Kleinpartei teil. Das Bündnis errang gemeinsam 31,2 % der Wählerstimmen und 33 der 100 Deputiertensitze im Einkammerparlament.